# Physique appliquée
La physique appliquée est la branche de la physique qui s'intéresse à l'étude de ses applications industrielles, notamment du point de vue de l'équipement dans les secteurs primaires et secondaires (moteur, machine d'usinage, transformateur, poste de soudage...).

## Champs de recherche
Traduction du terme anglais Applied Physics, on y retrouve par exemple :
- Acoustique
- Balistique
- Biophysique
- Dynamique des fluides
- Électronique analogique
- Électronique numérique
- Génie physique
- Géophysique
- Métrologie
- Microfluidique
- Opto-électronique
- Physique médicale
- Physique des semi-conducteurs

## Physique appliquée au lycée
En France
La physique appliquée a été enseignée en lycée technique jusqu'en 2011,. Elle permettait de décrire les phénomènes physiques mis en œuvre par les équipements utilisés en enseignement technique.
Dans les classes de BTS (brevet de technicien supérieur), l'étude de la physique appliquée aborde les points suivants:

### Toutes sections confondues
- lois générales de l'électricité
- électromagnétisme

### Sections à coloration électrotechnique
Le programme de physique appliquée est à peu près le même, dans ses grandes lignes, dans la section électrotechnique et dans les sections mécanique. La différence se trouve principalement au niveau de l'approfondissement.
- systèmes triphasés

Sont traités notamment : la représentation de Fresnel des tensions simples et des tensions composées, le couplage en triangle et en étoile des charges et des sources, le théorème de Boucherot qui est utilisé dans le calcul du facteur de puissance d'une installation électrique. Les moyens de le corriger pour une telle installation.
- Les machines, principe de fonctionnement, et bilan énergétique.

- moteur à courant continu
- transformateur
- machine synchrone
- moteur asynchrone
- L'électronique de puissance et les convertisseurs statiques.

- hacheur série
- redresseur
- onduleur autonome

### Section électronique
La physique appliquée se charge principalement de l'étude de l'électronique analogique.
- filtres
- réalisation de fonctions mathématiques
- comparateur
- astable
- bascule monostable
- système commandé
- amplificateur
- oscillateurs sinusoïdaux
- Convertisseur analogique-numérique et numérique-analogique